# August von Gödrich
August von Gödrich (Fulnek, 25 september 1859 - Fulnek, 16 maart 1942) was een Duits wielrenner. Hij nam deel aan de Olympische Zomerspelen van 1896 in Athene.
Hij nam deel aan de wegwedstrijd van 87 kilometer waarin hij tweede eindigde na de Griek Aristidis Konstantinidis.

## Belangrijkste resultaten
OS 1896
 in de wegrit